# Philippa Gould
Philippa Mary Gould (ur. 4 grudnia 1940 w Auckland) – nowozelandzka pływaczka.
W 1956 wystartowała na igrzyskach olimpijskich, na których była najmłodszym reprezentantem Nowej Zelandii. Wystąpiła wtedy na 100 m stylem grzbietowym. Odpadła w eliminacjach, zajmując 6. miejsce w swoim wyścigu eliminacyjnym z czasem 1:17,5.
16 stycznia 1957 poprawiła dwa rekordy świata: na 220 jardów i 200 m stylem grzbietowym. Na tym drugim dystansie uzyskała czas 2:39,9. Latem tego samego roku ustanowiła rekord świata na kolejnych dwóch dystansach: 100 m i 110 jardów stylem grzbietowym. Za te osiągnięcia została później wpisana do New Zealand Sports Hall of Fame. Do dziś (2014) pozostaje jedynym Nowozelandczykiem, który ustanowił rekord świata na długim basenie.
W 1958 zdobyła brązowy medal igrzysk Wspólnoty Narodów (wówczas nazywanych igrzyskami Imperium Brytyjskiego i Wspólnoty Brytyjskiej) na 110 jardów stylem grzbietowym. Na tej samej imprezie była też 4. w sztafecie 4 × 110 jardów stylem zmiennym. Przed imprezą była postrzegana jako faworytka do złotego medalu, jednakże niedługo przed rozpoczęciem igrzysk złamała nogę, co przeszkodziło jej w odpowiednim przygotowaniu do zawodów.